# Дьенг, Сени
Сени́ Тимоти́ Дьенг (фр. Seny Timothy Dieng; род. 23 ноября 1994, Цюрих) — сенегальский футболист, вратарь английского клуба «Мидлсбро» и национальной сборной Сенегала.

## Карьера

### Ранние годы
Дьенг — воспитанник клуба «Ред Стар Цюрих». В июле 2011 года перешёл в клуб «Грассхоппер». В ноябре 2012 года дебютировал на профессиональном уровне за клуб «Гренхен». 1 августа 2014 года подписал первый профессиональный контракт с клубом «Грассхоппер». 5 августа попал в заявку на матч 3-го квалификационного раунда Лиги Чемпионов УЕФА против клуба «Лилль».
2 февраля 2016 года на правах свободного агента перешёл в «Дуйсбург», однако из-за вылета команды в третью лигу не провёл за основной состав не одного матча. Затем решил продолжить карьеру в Англии, где проходил просмотры в клубах «Рочдейл», «Барнсли» и «Файлд», за который провёл 2 матча в Северной Национальной лиге.

### «Куинз Парк Рейнджерс»
26 августа 2016 года подписал контракт с «Куинз Парк Рейнджерс». 3 июля 2019 года подписал новый контракт с клубом до 2021 года. 2 декабря 2017 года был арендован клубом «Уайтхок» (выступавшим в турнире Южная Национальная лига). На 91-минуте матча против «Чиппенхем Таун» забил гол. Первую половину сезона 2018/2019 провёл за «Стивенидж», 14 августа 2018 года дебютировал в матче Кубка Английской футбольной лиги против «Норвич Сити». 10 января 2019 года на правах аренды перешел в клуб «Данди» до конца сезона 2018/2019.
В июле 2019 года перешёл в клуб «Донкастер Роверс» до января 2020 года. 13 августа дебютировал за клуб в матче Кубка Английской футбольной лиги против «Гримсби Таун». По окончание арендного соглашения покинул клуб.
20 сентября 2020 года, Дьенг подписал новый четырёхлетний контракт с «Куинз Парк Рейнджерс». 26 сентября дебютировал в английском чемпионшипе против «Мидлсбро». В ноябре и январе получил награду «Игрок месяца». 17 апреля 2021 года получил красную карточку после фола на Дункане Уотморе. По итогам сезона 2020/2021 сыграл в 42 матчах чемпионата и провёл 11 матчей в сухую. По окончаниИ сезона, Дьенг был признан «Игроком года» в клубе вместе с Робом Дики. 13 августа 2022 года забил гол на последний минуте матча против клуба «Сандерленд».
8 июля 2023 года Дьенг перешёл в другой клуб Чемпионшипа «Мидлсбро», подписав 4-летний контракт; сумма трансфера осталась нераскрытой. Дебютировал 5 августа в домашней встрече против «Миллуолла» (0:1).

## Национальная сборная
В мае 2014 года получил первый вызов в национальную команду на товарищеский матч против Колумбии, провёл весь матч на скамейки запасных. В марте 2021 года получил вызов в сборную и дебютировал за команду в матче отборочной группы Кубка Африканских наций против Эсватини. Попал в финальную заявку команды на Кубок африканских наций 2021 и после положительного теста на COVID-19 основного голкипера Эдуара Менди начал два первых матча группового этапа в стартовом составе. В ноябре 2022 года попал в финальную заявку на Чемпионат мира 2022 в Катаре.

## Личная жизнь
Дьенг родился и вырос в Цюрихе, Швейцария в семье сенегальца и швейцарки. Параллельно с футбольным образованием закончил обучение в Спортивной академии Цюриха.

## Статистика

### Выступления за сборную
| Матчи Дьенга за сборную Сенегала | Матчи Дьенга за сборную Сенегала | Матчи Дьенга за сборную Сенегала | Матчи Дьенга за сборную Сенегала | Матчи Дьенга за сборную Сенегала | Матчи Дьенга за сборную Сенегала | Матчи Дьенга за сборную Сенегала |
| №                                | Дата                             | Оппонент                         | Счёт                             | Голы                             | Соревнование                     |                                  |
| -------------------------------- | -------------------------------- | -------------------------------- | -------------------------------- | -------------------------------- | -------------------------------- | -------------------------------- |
| 1                                | 30 марта 2021                    | Эсватини                         | 1:1                              | —                                | Отбор на КАН 2021                |                                  |
| 2                                | 10 января 2021                   | Зимбабве                         | 1:0                              | —                                | Кубок африканских наций 2021     |                                  |
| 3                                | 14 января 2022                   | Гвинея                           | 0:0                              | —                                | Кубок африканских наций 2021     |                                  |
| 4                                | 27 сентября 2022                 | Иран                             | 1:1                              | —                                | Товарищеский матч                |                                  |
| 5                                | 17 июня 2023                     | Бенин                            | 1:1                              | —                                | Отбор на КАН 2024                |                                  |

## Достижения
Сенегал
- Обладатель Кубка Африки — 2021[27]